# Abraham Pais

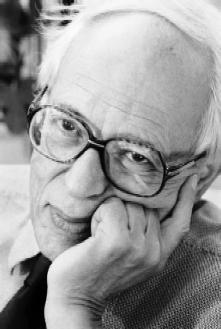
Abraham Pais.

Abraham „Bram“ Pais (* 19. Mai 1918 in Amsterdam; † 28. Juli 2000 in Kopenhagen) war ein niederländischer Physiker und Quantenfeldtheoretiker. Als Kenner der Physik des 20. Jahrhunderts und ihrer Entwicklung genoss er internationalen Ruf; als Kollege, früherer Mitarbeiter und Freund Albert Einsteins gehörte er zu den führenden Einstein-Biographen.

## Leben und Werk
Pais Eltern waren Schullehrer (die Vorfahren seines Vaters waren sephardische Juden) und er wuchs in Amsterdam auf, wo er mit Max Dresden die Schule besuchte. Ab 1935 studierte er Physik, Chemie und Mathematik an der Universität Amsterdam und spezialisierte sich dann bei George Uhlenbeck an der Universität Utrecht in Physik. Dieser war Ende der 1930er Jahre allerdings überwiegend in den USA und Pais hörte u. a. bei Hendrik Casimir (aus Leiden), Leonard Ornstein und Hendrik Anthony Kramers (ebenfalls in Leiden). 1940 machte er seinen Abschluss und war danach der Assistent von Léon Rosenfeld, der als Uhlenbecks Nachfolger damals aus Lüttich nach Leiden kam. Nach der Besetzung der Niederlande durch deutsche Truppen im Mai 1940 wurden Juden schrittweise aus dem akademischen Leben gedrängt. Zunächst erfolgte im November 1940 der Verbot der Anstellung im öffentlichen Dienst – insgeheim blieb Pais aber weiter Assistent unter Rosenfelds Nachfolger. Ab Juni 1941 sollten Juden auch nicht mehr promovieren können, Pais gelang es aber wenige Tage vorher seine Promotion einzureichen (Projective theory of meson fields and electromagnetic properties of atomic nuclei).

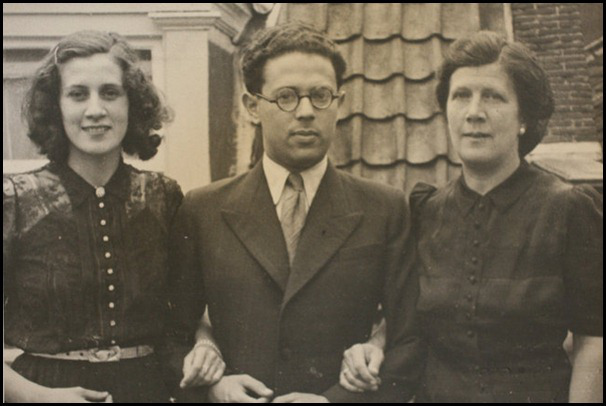
Tineke Buchter, ihr Verlobter Abraham Pais und Marie Schotte, um 1941

Seine Arbeit zog die Aufmerksamkeit von Niels Bohr auf sich, der ihn nach Kopenhagen holen wollte. Als im Frühjahr 1943 auch Juden mit Universitätsstellen deportiert werden sollten, tauchte Pais unter und lebte etwa zweieinhalb Jahre in den Niederlanden im Untergrund, unterstützt von seiner Freundin Tineke Buchter. Kurz vor Kriegsende wurde er im März 1945 von der Gestapo festgenommen, zu einer Zeit als wegen der alliierten Militärvorstöße keine Deportation mehr möglich war. Wenige Tage vor Kriegsende ließ man ihn nach einem Monat Haft wieder frei. Kramers, der die Kontakte zu Pais während dessen Untertauchen aufrechterhielt, hatte an Werner Heisenberg um Hilfe geschrieben, und obwohl dieser sich machtlos erklärte, konnte Pais Freundin Buchter mit Heisenbergs Antwortbrief die Freilassung von Pais erreichen. Seine Eltern konnten ebenfalls untertauchen, seine Schwester Annie wurde dagegen mit ihrem Mann nach Sobibor deportiert, wo sie umkam. Ebenso wurde sein Studienkollege und Freund Lion Nordheim, mit dem er zuletzt zusammen untergetaucht war und der mit ihm verhaftet wurde, zehn Tage vor Kriegsende erschossen. Dokumente der zionistischen Jugendbewegung, der Pais und Nordheim seit Studententagen angehörten, waren bei ihm gefunden worden.

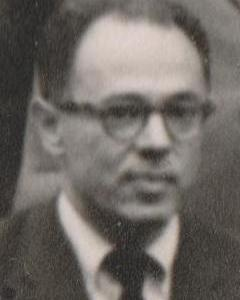
Abraham Pais, 1963 in Kopenhagen

Nach dem Krieg arbeitete er zunächst am Institut für Theoretische Physik in Kopenhagen und für ein Jahr 1946 als persönlicher Assistent von Niels Bohr. 1947 wechselte er zum Institute for Advanced Study in Princeton, wo er unter Robert Oppenheimer arbeitete und Albert Einstein kennenlernte. 1956 wurde er US-Staatsbürger. Ab 1963 war er Professor für theoretische Physik an der Rockefeller University, die zuvor hauptsächlich eine Medizinische Hochschule war. 1981 wurde er dort „Detlev W. Bronk Professor“. Nach seiner Emeritierung 1988 lebte er mit seiner zweiten Frau, der Anthropologin Ida Nicolaisen, Enkelin des Inspektors von Grönland Ole Bendixen, teilweise in Dänemark, wo er in Kopenhagen am Niels Bohr Institute arbeitete und 2000 an einem Herzanfall starb. Sein Sohn Josh Pais ist Schauspieler.
Seine eigenen wichtigsten fachlichen Beiträge betreffen die Teilchenphysik. In den 1930er Jahren arbeitete er auch über die Mesonentheorie der Kernkräfte. Von Pais stammt sowohl der Name Lepton als auch Baryon (1953). 1952 klärte er die relative Stabilität einiger Hadronen und die Tatsache, dass in einigen Prozessen nur Paare bestimmter Hadronen erzeugt werden (associated production), durch Einführung der Strangeness Quantenzahl, gleichzeitig mit Murray Gell-Mann. Mit Gell-Mann entwickelte er 1955 auch die Theorie des Kaonenzerfalls, die die Existenz der „langlebigen“ neutralen K-Meson-Systems vorhersagte und die kurzlebige Komponente erklärte als Mischungszustände der neutralen Kaons und dessen Antiteilchens, dem ersten Beispiel solcher quantenmechanischen oszillierender Zweizustandssysteme (Mischungszustände) von Elementarteilchen. Die dort beschriebenen Erkenntnisse nahmen die Physiker Val Fitch und James Cronin einige Jahre später als Grundlage für Experimente zur CP-Verletzung, für die sie den Nobelpreis erhielten. Ab den 1970er Jahren beschäftigte sich Pais zunehmend mit der Geschichte der Physik. 1962 wurde er in die National Academy of Sciences, 1972 in die American Academy of Arts and Sciences und 1983 in die American Philosophical Society gewählt.
In einer Arbeit von 1950 mit Uhlenbeck zeigte er, dass Lagrange-Feldtheorien mit höheren Ableitungen das Problem mit Divergenzen in der Quantenfeldtheorie nicht beseitigen können. 1952 führte er mit Res Jost die G-Parität und die dazugehörigen Auswahlregeln in der Theorie der Mesonen ein. In den 1960er Jahren arbeitete er u. a. an SU(6)-Modellen von Hadronen im Rahmen des Quarkmodells.
Für seine erste Einstein-Biographie „Subtle Is the Lord ... The Science and the Life of Albert Einstein“ (deutsch: „Raffiniert ist der Herrgott“) erhielt er 1983 den Science Writing Award des American Institute of Physics, das Buch wurde von The New York Times Book Review zu einem der besten Bücher dieses Jahres gewählt. Sie gilt als wissenschaftliche Standardbiographie, behandelt das Privatleben von Einstein aber nur am Rand. Mehr dazu veröffentlichte Pais in Einstein lived here. Pais konnte auch im Gegensatz zu vorherigen Biographen in vollem Umfang den Einstein-Nachlass (damals noch in Princeton) auswerten. Sein Buch „Inward Bound“ ist eine wissenschaftliche Geschichte der Elementarteilchenphysik.
Ihm zu Ehren stiftete die American Physical Society 2005 den Abraham-Pais-Preis für Physikgeschichte.

## Werke
- Subtle is the Lord: The Science and the Life of Albert Einstein. Oxford University Press, New York 1982.
  - Deutsche Ausgabe: Raffiniert ist der Herrgott, Albert Einstein. Eine wissenschaftliche Biographie. Spektrum, Heidelberg 2000, ISBN 3-8274-0529-7.
- Inward Bound: Of Matter and Forces in the Physical World. Clarendon Press, Oxford, 1986.
- Niels Bohr's Times: In Physics, Philosophy, and Polity. Oxford University Press, New York 1991.
- Einstein lived here. Clarendon Press, Oxford 1994.
  - Deutsche Ausgabe: Ich vertraue auf Intuition, Der andere Albert Einstein. Spektrum, Heidelberg 1998, ISBN 3-8274-0394-4.
- mit Laurie Brown, Brian Pippard (Hrsg.): Twentieth Century Physics. 2. Auflage. Institute of Physics Publishing, 1995. Darin in Band 1 den Abschnitt Introducing atoms and their nuclei.
- A Tale of two continents: A Physicist's Life in a Turbulent World. Autobiografie. Princeton University Press, 1997.
- mit Maurice Jacob, David Olive, Michael Atiyah: Paul Dirac: The Man and His Work. Cambridge University Press, 1998.
- The Genius of Science: A Portrait Gallery of 20th-Century Physicists. Oxford University Press, 2000.
- J. Robert Oppenheimer. Oxford University Press. Erschien postum 2006 unter Mitarbeit von Robert P. Crease.
- Theory of the Electron 1897–1947. In Wigner, Salam (Hrsg.): Aspects of Quantum Theory. 1972.
- Einstein and the quantum theory. In: Reviews of Modern Physics. Band 51, 1979.
- Theoretical particle physics. In: Reviews of Modern Physics. Band 71, 1999.

## Verweise
1. ↑  Georgi, Nachruf in Biographical Memoirs National Academy of Sciences
2. ↑  History of Hadron-Physics. Wally Melnitchouk, Jefferson Lab, archiviert vom Original (nicht mehr online verfügbar) am 5. Juli 2008; abgerufen am 20. Februar 2010 (englisch).
3. ↑  Explizit durch Gell-Mann, in Pais „associated production“ Regeln war sie aber implizit enthalten
4. ↑  Pais: In Physical Review. Band 86, 1952, S. 663.
5. ↑  Gell-Mann, Pais: In: Physical Review. Band 97, 1955, S. 1387.
6. ↑  von Feynman in dessen Buch Theory of fundamental processes von 1962 als eine der größten Errungenschaften der theoretischen Physik bezeichnet
7. ↑  Member History: Abraham Pais. American Philosophical Society, abgerufen am 3. November 2018.
8. ↑  Jost, Pais: In Physical Review. Band 87, 1952, S. 871.
9. ↑  Karl von Meyenn, Der neue Einstein, Physikalische Blätter, Band 50, 1994, Nr. 12, S. 1163–1164

| Personendaten    | Personendaten                                        |
| ---------------- | ---------------------------------------------------- |
| NAME             | Pais, Abraham                                        |
| ALTERNATIVNAMEN  | Pais, Bram (Spitzname)                               |
| KURZBESCHREIBUNG | niederländischer Physiker und Quantenfeldtheoretiker |
| GEBURTSDATUM     | 19. Mai 1918                                         |
| GEBURTSORT       | Amsterdam                                            |
| STERBEDATUM      | 28. Juli 2000                                        |
| STERBEORT        | Kopenhagen                                           |